# Dysstroma wellmani
Dysstroma wellmani là một loài bướm đêm trong họ Geometridae.